# Agapetus sindis
Agapetus sindis is een schietmot uit de familie Glossosomatidae. De soort komt voor in het Oriëntaals en het Palearctisch gebied.